# 施剑林
施剑林（？—），中国无机化学家，中国科学院上海硅酸盐研究所研究员。2019年当选为中国科学院院士。

## 生平
1983年毕业于南京工业大学，获学士学位。1989年毕业于上海硅酸盐研究所，获博士学位，师从严东生。